# Hammarby stadsdelsområde
Hammarby stadsdelsområde var ett stadsdelsområde från 1997 till 1998 i Söderort i Stockholms kommun. Det omfattade stadsdelarna Södra Hammarbyhamnen, Hammarbyhöjden, Björkhagen, Kärrtorp, Enskededalen, Bagarmossen, Orhem, Flaten och Skrubba. Stadsdelsnämnden startade sin verksamhet den 1 januari 1997 som en av 24 stadsdelsområden.
Stadsdelsområdet upplöstes 31 december 1998 i samband med att antalet stadsdelsområden minskades från 24 till 18. Stadsdelen Södra Hammarbyhamnen uppgick i Katarina-Sofia stadsdelsområde och övriga slogs ihop med Skarpnäcks stadsdelsområde under det senare namnet.